# Івент-маркетинг
Івент-маркетинг (англ. event marketing — маркетинг подій) — окремий синтетичний засіб маркетингових комунікацій, що являє собою складний комплекс з маркетингу, паблік рилейшнз і реклами. 

## Мета
Івент-маркетинг активізує інтереси цільової групи та ефективно працює з просування фірми, її товару та послуг.

## Різновиди
Спеціалісти з івент-індустрії залежно від їхньої спеціалізації поділяють на три основні групи:
1. Креатив: володіння основами маркетингу та PR; законів режисури, обізнаність у музиці, живописі, літературі, кіно та інших галузях культури.
2. Менеджмент: знання в галузі фінансів і маркетингу, розуміння основ планування, вміння збирати інформацію, планувати заходи, управляти логістичними процесами, прораховувати ризики.
3. Технічний блок: робота зі звуковим та світловим обладнанням, створення сценічних конструкцій, спецефектів і піротехніки.

## Реалізація
Івент-маркетинг реалізує команда у складі: режисер, сценарист, декоратор і продакшн-менеджер.
Івент-захід асоціюється з брендом, залучає аудиторію, ідентичну цільовій групі споживачів продукту, має нести те саме емоційне навантаження, що й марка.